# 香港島專線小巴26線
香港島專線小巴26線是一條來往銅鑼灣（利園山道）及香港港安醫院—司徒拔道的循環專線小巴路線，由長利貿易有限公司營辦，於2010年9月26日投入服務。 雖然運輸署對此路線之路線資料列出香港港安醫院為總站，銅鑼灣為循環點；然而在日常營運中，總站和循環點的安排與之相反。
本線曾經設有輔助線26M線循環來往香港港安醫院—司徒拔道及灣仔街市，只於星期一至五日間（上午八時至下午二時）服務，因客量持續偏低而於2013年2月11日起停止服務。

## 歷史
運輸署於2009年12月18日憲報刊憲公開招標5條專綫小巴新路線，此線為其中之一，也是該次招標唯一一條港島區路線。
- 2010年9月26日：26線正式投入服務。[4]
- 2010年11月7日：循環點改為設於利園山道，但仍保留於開平道設站之措施。
- 2011年10月1日：取消長者半價優惠。
- 2011年11月27日：縮短服務時間。
- 2011年11月28日：開辦輔助線26M，循環來往香港港安醫院—司徒拔道及灣仔街市，只於星期一至五日間服務。試辦期為兩個月。[5][6]試用期完結後獲得保留，班次由30分鐘一班改為40分鐘一班。
- 2013年2月11日：因26M線客量持續偏低，由該日起停止試辦。[7]

## 行車路線
| 由銅鑼灣（利園山道）開出 | 由銅鑼灣（利園山道）開出       | 由銅鑼灣（利園山道）開出  |
| 序號                     | 車站名稱                       | 街道                      |
| ------------------------ | ------------------------------ | ------------------------- |
| 1                        | 利園山道小巴總站               | 利園山道                  |
| 2                        | 新寧大廈                       | 開平道                    |
| 3                        | 新會道                         | 禮頓道                    |
| 4                        | 禮頓中心（時代廣場、銅鑼灣站） | 禮頓道                    |
| 5                        | 紀利華木球會                   | 禮頓道                    |
| 6                        | 跑馬地馬場                     | 黃泥涌道                  |
| 7                        | 麗都酒店（伊利沙伯體育館）     | 皇后大道東                |
| 8                        | 肇豐園                         | 肇輝臺                    |
| 9                        | 文華新邨                       | 肇輝臺                    |
| 10                       | 御堡                           | 肇輝臺                    |
| 11                       | 嶺南小學                       | 司徒拔道                  |
| 12                       | 東山臺                         | 司徒拔道                  |
| 13                       | 香港港安醫院—司徒拔道小巴總站  | 香港港安醫院—司徒拔道通道 |
| 14                       | 碧蕙園                         | 司徒拔道                  |
| 15                       | 松柏新邨                       | 司徒拔道                  |
| 16                       | 英基學校協會白普理小學         | 司徒拔道                  |
| 17                       | 景賢里                         | 司徒拔道                  |
| 18                       | 寶雲道                         | 司徒拔道                  |
| 19                       | 紀園                           | 司徒拔道                  |
| 20                       | 東山臺                         | 司徒拔道                  |
| 21                       | 嶺南小學                       | 司徒拔道                  |
| 22                       | 肇豐園                         | 肇輝臺                    |
| 23                       | 文華新邨                       | 肇輝臺                    |
| 24                       | 御堡                           | 肇輝臺                    |
| 25                       | 伊利沙伯體育館（麗都酒店）     | 皇后大道東                |
| 26                       | 太平洋帆船酒店                 | 摩利臣山道                |
| 27                       | 禮頓中心（時代廣場、銅鑼灣站） | 禮頓道                    |
| 28                       | 蘭芳道小巴總站（落客站）       | 蘭芳道                    |
| 29                       | 利園山道小巴總站               | 利園山道                  |

## 服務時間及班次
| 由銅鑼灣（利園山道）開出 | 由銅鑼灣（利園山道）開出 | 由銅鑼灣（利園山道）開出 |
| 日期                     | 服務時間                 | 班次（分鐘）             |
| ------------------------ | ------------------------ | ------------------------ |
| 星期一至五               | 06:15-20:00              | 15-20分鐘                |
| 星期一至五               | 20:00-22:30              | 30分鐘                   |
| 星期六                   | 06:15-22:30              | 15-20分鐘                |
| 星期日及公眾假期         | 06:15-22:30              | 15-20分鐘                |

特別班次
銅鑼灣（利園山道）→英基學校協會白普理小學
- 星期一至五上課日：07:25、07:35、07:45

星期六、星期日、學校假期及公眾假期暫停服務

## 收費
全程收費：$7.5

## 派車
本路線主要以豐田Coaster行駛。行走本路線的小巴車隊，前身為行走港島「北流水」（堅尼地城至筲箕灣）及柴灣至觀塘的紅色公共小巴。

## 第一代的港島專線小巴26號線
第一代26號線為往來香港仔至深水灣，於1981年投入服務，但於同年停辦。